# Soring
Col termine Soring si intende l'utilizzo di sostanze chimiche o pressione per causare dolore alle zampe del cavallo quando toccano terra, obbligando così il cavallo ad alzarle velocemente.
È una pratica abusiva e proibita negli Stati Uniti d'America dal 1970, sotto al controllo della legge Horse Protection Act. È spesso associata con la produzione del big lick, ossia un innalzamento maggiore rispetto alla norma delle zampe anteriori dei Tennessee Walking Horse. Questo è normalmente ricreato da calzature per cavalli che presentano più cuscinetti e maggiore peso, normalmente associati con catene pesanti normalmente posizionate attorno al pastorale per ottenere un rapido movimento da parte del cavallo, richiesto nelle competizioni. Chi pratica il soring crede che il dolore associato a questa pratica aumenti il big lick, rendendo i cavalli più bravi in competizione di quelli che non lo praticano. Oltre al Tennessee Walking Horse, altre razze hanno sofferto del soring, incluso il Racking Horse e lo Spotted Saddle Horse. Le persone che praticano il soring possono essere punite attraverso sanzioni civili o penali negli Stati federati degli Stati Uniti.